# Jüdischer Friedhof Hattingen

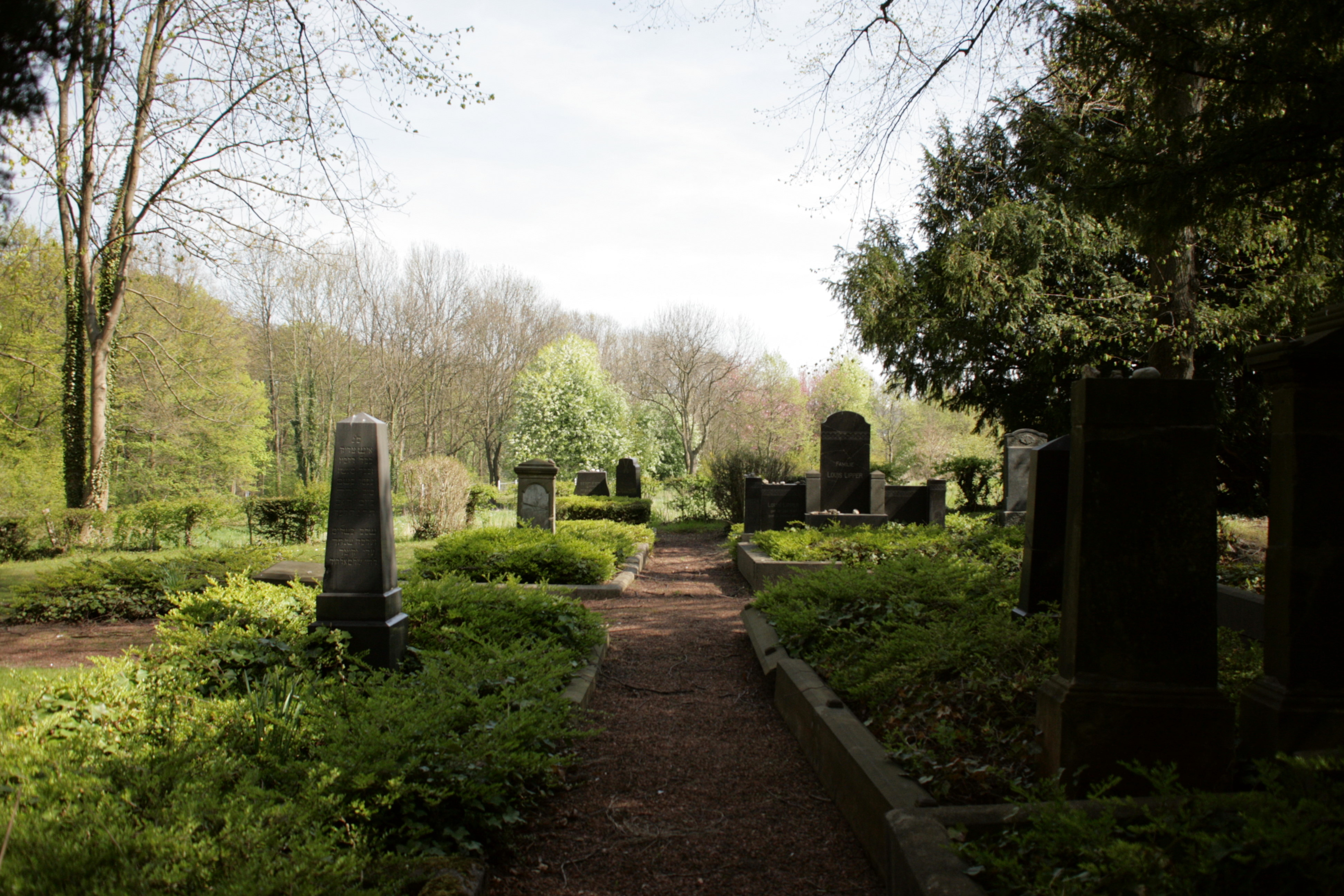
Jüdischer Friedhof in Hattingen

Der jüdische Friedhof Hattingen befindet sich an der Straße Am Vinckenbrink in Hattingen. 

## Geschichte
Während der Zeit von 1819 bis 1905 diente der frühere Friedhof in der Bismarckstraße der Jüdischen Gemeinde als Begräbnisplatz für ihre verstorbenen Mitglieder. Infolge der Verbreiterung der Bismarckstraße nahm man 1907 Umbettungen zum neuen Friedhof vor. Die ältere Begräbnisstätte ist heute eine Grünfläche.
Die 62 Grabsteine des Friedhofs stammen aus der Zeit von 1894 bis 1940. Die letzte Bestattung fand 1981 statt.